# المنظمة العالمية للملكية الفكرية
المنظمة العالمية للملكية الفكرية (بالإنجليزية: World Intellectual Property Organization) وتعرف اختصاراً باللغة الإنجليزية WIPO (بالفرنسية: Organisation Mondiale de la Propriété Intellectuelle) وتعرف اختصاراً باللغة الفرنسية بـ OMPI هي إحدى الوكالات المختصة التابعة الأمم المتحدة. تشير الأمم المتحدة إلى وجود 17 وكالة متخصصة تابعة لها، ويحتسب من ضمنها البنك الدولي للإنشاء والتعمير (IBRD، ومؤسسة التمويل الدولية (IFC)، ومؤسسة التنمية الدولية (IDA)، وكافة تبعيات مجموعة البنك الدولي (WBG)، باعتبارها وكالات متخصصة منفردة. أنشأت الويبو عملاً باتفاقية إنشاء المنظمة العالمية للملكية الفكرية عام 1967 لتعزيز وحماية الملكية الفكرية في جميع أنحاء العالم من خلال التعاون مع الدول والمنظمات الدولية. بدأت المنظمة عملياتها في 26 نيسان\أبريل 1970، عندما دخلت الاتفاقية حيز التنفيذ. المدير العام الحالي للمنظمة هو السنغافوري دارين تانغ وهو الرئيس السابق لمكتب سنغافورة للملكية الفكرية، وقد بدأ فترة ولايته في 1 تشرين الأول\أكتوبر 2020.
تشمل أنشطة الويبو استضافة منتديات لمناقشة قواعد وسياسات الملكية الفكرية الدولية وصياغتها، وتوفير خدمات عالمية لتسجيل وحماية الملكية الفكرية في مختلف الدول، وحلّ منازعات الملكية الفكرية العابرة للحدود، والمساعدة في ربط أنظمة الملكية الفكرية من خلال معايير وبنية تحتية موحّدة، والعمل بمثابة قاعدة بيانات مرجعية عامة حول جميع المسائل المتعلقة بالملكية الفكرية؛ بما في ذلك تقديم تقارير وإحصائيات عن حالة حماية الملكية الفكرية أو الابتكار على مستوى العالم وفي بلدان محددة. وتعمل الويبو أيضاً مع الحكومات والمنظمات غير الحكومية والأفراد للاستفادة من الملكية الفكرية في التنمية الاجتماعية والاقتصادية.
تدير الويبو 26 معاهدةً دوليةً تتعلق بمجموعة واسعة من قضايا الملكية الفكرية، تتراوح بين حماية المصنّفات السمعية والبصرية ووضع تصنيف دولي لبراءات الاختراع. تدير الويبو الجمعيةُ العامةُ ولجنة التنسيق، اللتان تضعان معاً السياسة وتعملان بصفة هيئتين رئيسيتين لصنع القرار. وتَنتَخب الجمعية العامة أيضاً المدير العام للويبو. تتولى إدارة الويبو أمانة تساعد في تنفيذ أنشطتها اليومية.
يقع المقر الرئيسي للويبو في جنيف، بسويسرا، ولها "مكاتب خارجية" في جميع أنحاء العالم، بما في ذلك الجزائر العاصمة (الجزائر)، ريو دي جانيرو (البرازيل)؛ بكين (الصين)، طوكيو (اليابان)، أبوجا (نيجيريا)، موسكو (روسيا)، وسنغافورة. وخلافاً لمعظم منظمات الأمم المتحدة، لا تعتمد الويبو بشكلٍ كبير على مساهمات الدول الأعضاء الطوعية، بل يأتي 95% من ميزانيتها من الرسوم المحصّلة من خدماتها العالمية.
يبلغ عدد الدول الأعضاء في الويبو حالياً 193 دولة منها 190 دولة أعضاء في الأمم المتحدة، إضافة لجزر كوك والكرسي الرسولي ونييوي وتتمتع دولة فلسطين بوضع مراقب دائم. الدول الوحيدة من الدول التي تعترف بها الأمم المتحدة وهي ليست أعضاء في المنظمة هي ولايات ميكرونيسيا المتحدة وبالاو وجنوب السودان[بحاجة لمصدر]

## تاريخها

### ما قبل المكتب الدولي الموحد لحماية الملكية الفكرية

#### 1883 – اتفاقية باريس لحماية الملكية الصناعية
اعتمدت اتفاقية باريس لحماية الملكية الصناعية في 1883 وكانت واحدةً من أوائل اتفاقيات الملكية الفكرية. وقد أسست اتحادًا لحماية الملكية الصناعية. وتنطبق على نطاق واسع من الملكيات الصناعية يشمل براءات الاختراع، والعلامات التجارية، والنماذج النفعية، والتصاميم الصناعية، والأسماء التجارية، وعلامات الخدمات، والمؤشرات الجغرافية بالإضافة إلى «منع المنافسة غير العادلة». كانت اتفاقية باريس أول اتفاقية دولية لحماية أعمال الصانعين في الدول الأخرى.
اعتمدت الاتفاقية في مؤتمرات دبلوماسية عقدت في باريس، فرنسا في 1880 و1883، ووقعت بعدها في 20 مارس 1883، من قبل البرازيل، وفرنسا، وغواتيمالا، وهولندا، والبرتغال، وصربيا، وإسبانيا، وسويسرا، وبلجيكا، وإيطاليا، والسلفادور. تكونت من أصل للاتفاقية يحتوي على 19 مادة، وبروتوكول دي كلوتور (محضر نهائي)، بطول يكاد يماثل طول أصل الاتفاقية.
أصبح «المكتب الدولي» الذي تأسس باتفاقية باريس لحماية الملكية الصناعية فيما بعد جزءًا من المكتب الدولي الموحد لحماية الملكية الفكرية والمنظمة العالمية للملكية الفكرية لاحقًا.

#### 1886 – اتفاقية برن لحماية المصنفات الأدبية والفنية
اعتمدت اتفاقية برن في 1886، وتخص حق النشر، وحماية الأعمال، وحقوق المؤلفين وحقوق أصحاب النسخ. وتوفر الاتفاقية لكل من الكتاب والشعراء والرسامين والموسيقيين طرقًا جديدة للتحكم بكيفية استخدام أعمالهم ومن يستخدمها وشروط استخدامها. وتحتوي أيضًا على أحكام تخص الحقوق الدنيا في الحماية وأحكام خاصة للدول النامية. تتبع الاتفاقية ثلاثة مبادئ أساسية: أن الأعمال التي يعود أصلها إلى إحدى الدول المتعاقدة يجب أن تعطى نفس الحماية في كل من الدول الأخرى المتعاقدة (مبدأ «المعاملة الوطنية»)، وأن هناك حماية تلقائية ولا تشترط عملية رسمية وأن الحماية وفق الاتفاقية مستقلة عن الحماية في بلد منشأ العمل (مبدأ «استقلال الحماية»). أنشئ «المكتب الدولي» للإشراف على اتفاقية بيرن وأصبح فيما بعد جزءًا من المكتب الدولي الموحد لحماية الملكية الفكرية والمنظمة العالمية للملكية الفكرية لاحقًا.

#### 1891 – اتفاق مدريد بشأن التسجيل الدولي للعلامات
في 1891 أنشأت تسع من الدول الأربعة عشر في اتفاقية باريس لحماية الملكية الصناعية أول «إجراءات خاصة لحماية الملكية الصناعية». إلى جانب البروتوكول الملحق باتفاقية مدريد (1989) أنشأت نظام مدريد، النظام الدولي الأساسي لتسهيل تسجيل العلامات التجارية في أكثر من ولاية قضائية حول العالم.

### المكتب الدولي الموحد لحماية الملكية الفكرية
كانت المكاتب التي أنشئت للإشراف على تطبيق اتفاقية برن لحماية الأعمال الأدبية والفنية واتفاقية باريس لحماية الملكية الصناعية تحت «الرقابة المرتفعة» لحكومة الاتحاد الكونفدرالي السويسري. في 1893، دمجت الحكومة السويسرية هذه المكاتب بنفس المدير وبنفس طاقم العمل وأسمتها المكتب الدولي الموحد لحماية الملكية الفكرية (بيربّي). كان المكتب الدولي الموحد لحماية الملكية الفكرية سلف المنظمة العالمية للملكية الفكرية (ويبّو) التي حلت محله بعد 87 عامًا في عام 1970.

### تشكيل المنظمة العالمية للملكية الفكرية
أنشئت المنظمة العالمية للملكية الفكرية رسميًا عن طريق الاتفاقية المؤسسة للمنظمة العالمية للملكية الفكرية، والتي دخلت حيز التنفيذ في 26 أبريل 1970. سمحت المنظمة العالمية للملكية الفكرية للأعضاء الذين كانوا جزءًا من اتفاقية بيرن، أو اتفاقية باريس، أو كانوا أعضاء في نظام الأمم المتحدة الذي يشمل الأمم المتحدة، أو أي من وكالاتها المختصة، أو الوكالة الدولية للطاقة الذرية، أو محكمة العدل الدولية.

يحتفى بذلك التاريخ سنويًا بوصفه اليوم العالمي للملكية الفكرية، الذي ينشر الوعي بشأن أهمية الملكية الفكرية. في المادة الثالثة من هذه الاتفاقية، تسعى المنظمة العالمية للملكية الفكرية «لترويج حماية الملكية الفكرية في أرجاء العالم». أصبحت المنظمة العالمية للملكية الفكرية وكالةً متخصصة تابعة للأمم المتحدة في عام 1974. يذكر الاتفاق بين الأمم المتحدة والمنظمة العالمية للملكية الفكرية في المادة 1 أن المنظمة العالمية للملكية الفكرية مسؤولة:
عن نشر النشاط الفكري الإبداعي وعن تسهيل نقل التقنيات المتعلقة بالملكية الصناعية إلى الدول النامية لتسريع التنمية الاقتصادية والاجتماعية والثقافية، وخاضعة لمؤهلات ومسؤوليات الأمم المتحدة وأعضائها، وخصوصًا مؤتمر الأمم المتحدة بشأن التجارة والتنمية، وبرنامج التنمية التابع للأمم المتحدة، ومنظمة التنمية الصناعية التابعة للأمم المتحدة، بالإضافة إلى المنظمة التربوية والتعليمية والثقافية للأمم المتحدة ووكالات أخرى في نظام الأمم المتحدة.
شكلت الاتفاقية نقلةً للمنظمة العالمية للمليكة الفكرية من التفويض التي ورثته في 1967 من المكتب الدولي الموحد لحماية الملكية الفكرية، لترويج حماية الملكية الفكرية، إلى منظمة منخرطة في مهمات أعقد تخص ترويج نقل التقنيات والتنمية الاقتصادية.

### انضمام المنظمة العالمية للملكية الفكرية إلى الأمم المتحدة

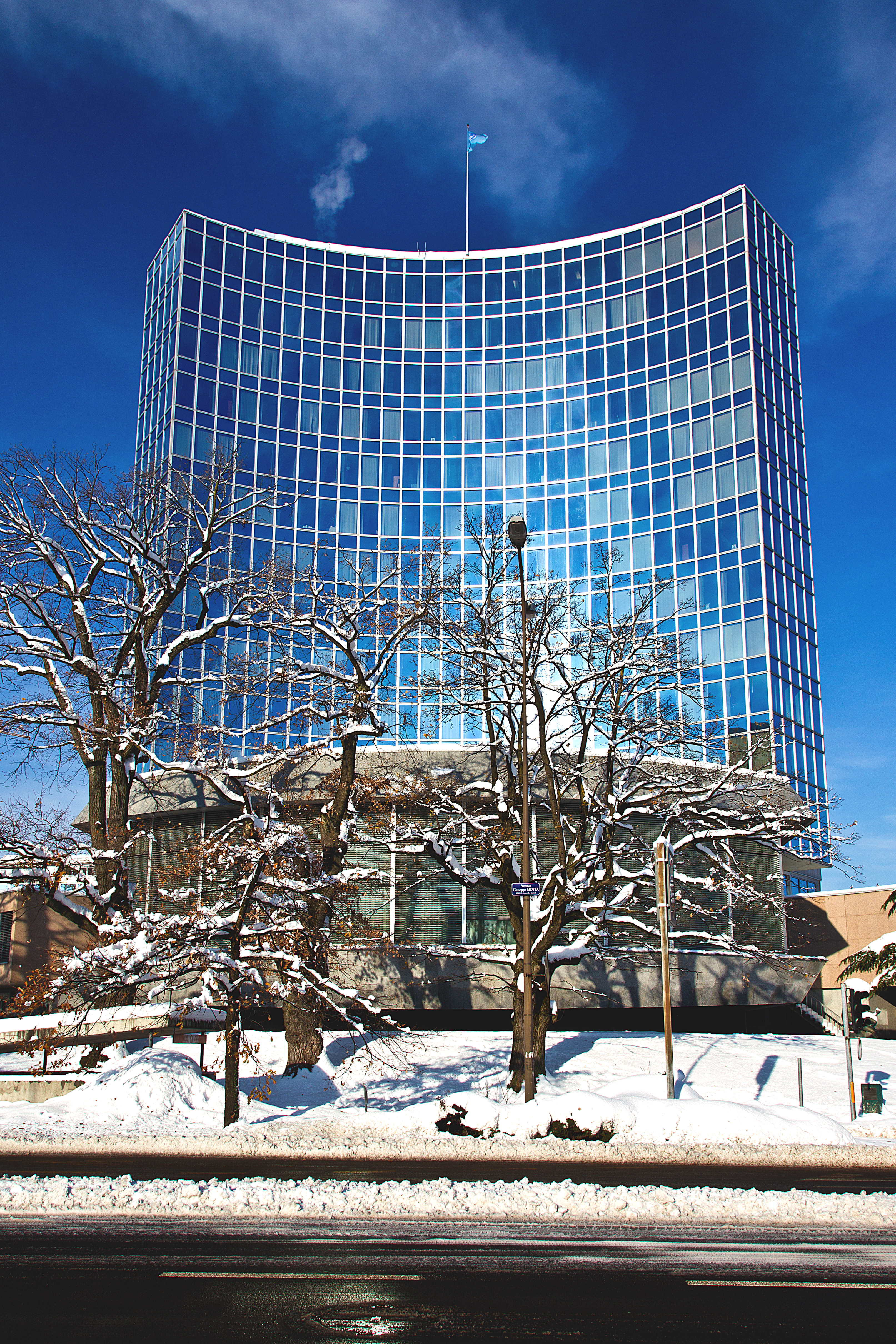
مقر المنظمة العالمية للملكية الفكرية في جنيف

وفي عام 1974، أصبحت الويبو وكالة متخصصة تابعة للأمم المتحدة بموجب اتفاق ثنائي بين الويبو والأمم المتحدة وافقت عليه الجمعية العامة للويبو في 27 سبتمبر 1974، والجمعية العامة للأمم المتحدة في 17 ديسمبر 1974. وقّع على الاتفاق الأمين العام للأمم المتحدة آنذاك كورت فالدهايم ومن ثم المدير العام للويبو أرباد بوغش في 21 يناير 1975. وأصبح الاتفاق ساري المفعول في 17 ديسمبر 1974.
تضاءلت الأهمية النسبية للويبو في إدارة الملكية الفكرية العالمية بعد أن أدرجت الولايات المتحدة مسائل الملكية الفكرية في جولة أوروغواي من مفاوضات جات في الثمانينات.(ص.182)

### أجندة تطوير الويبو
وهو اقتراح وضع جدول أعمال لتنمية الويبو - من إعلان جنيف بشأن مستقبل المنظمة العالمية للملكية الفكرية. وقد حظي هذا الاقتراح بتأييد جيد من جانب البلدان النامية. كان "جدول أعمال تطوير الويبو" المتفق عليه (المؤلَّف من أكثر من 45 توصية) تتويجاً لعملية طويلة من التحول للمنظمة بدأت من المنظمة التي كانت تهدف في المقام الأول إلى حماية مصالح أصحاب الحقوق، إلى المنظمة التي تدمج بشكل متزايد مصالح أصحاب المصلحة الآخرين في نظام الملكية الفكرية الدولي وكذلك الاندماج في المجموعة الأوسع للقانون الدولي المتعلقة بحقوق الإنسان والبيئة والتعاون الاقتصادي.
تعمل عدد من هيئات المجتمع المدني على مشروع معاهدة الوصول إلى المعرفة التي يطمحون بتقديمها للعالم.
عام 2009 بدأت الويبو في صياغة المعاهدات المستقبلية بشأن الملكية الفكرية والموارد الوراثية والمعارف التقليدية والفولكلور المتعلقة بالسكان الأصليين.
في ديسمبر 2011، نشرت الويبو تقريرها العالمي الأول عن الملكية الفكرية بشأن الجانب المتغير للابتكار، وهو أول تقرير من نوعه يصدره مكتب لكبير الاقتصاديين الجديد. تنشر الويبو بالمشاركة مؤشر الابتكار العالمي.

### أحداث حدثت مؤخرًا

أعضاء الويبو
دول أعضاء
دول غير أعضاء

عام 2016، أطلقت الويبو المؤتمر رفيع المستوى بشأن الملكية الفكرية لبلدان مبادرة الحزام والطريق.(ص.187) شجّع المدير العام للويبو السيد فرانسيس غري البلدانَ المشاركة في مبادرة الحزام والطريق على استخدام أدوات الويبو مثل خدمات الملكية الفكرية العالمية وقواعد البيانات والانضمام إلى معاهدة الملكية الفكرية التي تديرها الويبوs.(ص.187)
في سبتمبر 2020، منعت الصين مؤسسة ويكيميديا من الحصول على صفة مراقب في الويبو، مشيرةً إلى وجود جهة شقيقة لويكيميديا في تايوان. وبحسب البيان الصيني "هناك سبب للاعتقاد بأن هذه المؤسسة تضطلع بأنشطة سياسية من خلال المنظمات الأعضاء فيها، ما قد يقوّض سيادة الدولة وسلامة أراضيها"." رفضت الصين مرة أخرى عرض ويكيميديا، لنفس السبب، في أكتوبر 2021.
في 11 أبريل 2022، أطلقت الويبو ومنظمة الصحة العالمية ومنظمة التجارة العالمية منصةَ المساعدة التقنية الثلاثية الجديدة الخاص بمرض فيروس كورونا 2019. تهدف هذه الأداة الجديدة إلى مساعدة أعضاء منظمة التجارة العالمية والمرشحين للانضمام إليها على تلبية احتياجاتهم في مجال بناء القدرات للاستجابة لجائحة فيروس كورونا. توفّر المنصة نموذجَ اتصالٍ واحدٍ يمكن للأعضاء والمرشحين للانضمام للمنظمة استخدامَه للتّواصل مع المنظمات الثلاث.

## الخدمات العالمية

### معاهدة التعاون بشأن البراءات
أسّست معاهدة التعاون بشأن البراءات (PCT) (1970) خدمةً تُساعد الأفراد والشركات والمؤسسات في الحصول على حمايةٍ لبراءات الاختراع الخاصة باختراعاتهم دوليًا. كما تساعد المعاهدة مكاتب البراءات في اتخاذ قراراتها بشأن منح براءات الاختراع، وتسهّل وصول الجمهور إلى المعلومات التقنية المتعلقة بتلك الاختراعات. يبلغ عدد الأعضاء المنتسبين لمعاهدة التعاون الدولي بشأن البراءات حالياً 153 دولة.
بموجب معاهدة التعاون بشأن البراءات، يمكن لصاحب الطلب أن يودع طلبه المتعلق بالحصول على حماية لبراءة اختراعه بلغةٍ واحدة، في مكتب براءات واحد، وذلك في غضون 12 شهراً من تاريخ أول طلب براءة أودعه لنفس الاختراع ("تاريخ الأولوية"). بناءً على هذه المعاهدة، الطلب الواحد له نفس الأثر القانوني الذي يتمتع به تقديم طلبات براءات إقليمية أو وطنية منفصلة في جميع البلدان الأعضاء في معاهدة التعاون بشأن البراءات.
تُعالج طلبات معاهدة التعاون بشأن البراءات بطريقةٍ موحدة على النحو المنصوص عليه في المعاهدة واللائحة التنفيذية، بما في ذلك البحث الدولي عن الوثائق ذات الصلة باحتمال أهلية الاختراع للبراءة والنشر الدولي. يبقى منح براءات الاختراع تحت مراقبة مكاتب البراءات الإقليمية أو الوطنية في "المرحلة الوطنية".
باستخدام معاهدة التعاون بشأن البراءات، يمكن لمقدمي طلبات البراءات تأجيل دفع الرسوم الوطنية والإقليمية المتعلقة بالبراءات إلى حين علمهم باحتمال الحصول على براءة اختراع، والاستفادة من الوقت الإضافي والمعلومات الإضافية لمساعدتهم على اتخاذ قرار بشأن ما إذا كانوا يريدون الحصول على براءات اختراع وفي أي البلدان.

### نظام مدريد
يعتبر اتفاق مدريد المعني بالتسجيل الدولي للعلامات بمثابة وسيلة لطلب الحماية للعلامة التجارية في جميع أنحاء العالم، تحديداً في أكثر من 120 دولة. أنشئ نظام مدريد عام 1891، ويخضع الآن لبروتوكول مدريد المتعلق بالتسجيل الدولي للعلامات (1989). لكي تصبح الدولة أو المنظمة الدولية الحكومية عضوًا في نظام مدريد، يجب أن تكون طرفًا بالفعل في اتفاقية باريس لحماية الملكية الصناعية (1883).
نظام مدريد هو نظام مركزي لتسجيل العلامات التجارية، من خلال طلبٍ واحدٍ بلغةٍ واحدةٍ وبمجموعةٍ واحدةٍ من الرسوم (بعملة واحدة، فرنك سويسري)، يمكن لأصحاب العلامات التجارية الحصول على الحماية في الدول والمنظمات الحكومية الدولية الأعضاء. ويمكن بعد ذلك تعديل التسجيلات الدولية أو تجديدها أو توسيعها مركزيًا من خلال الويبو (وليس من خلال مكاتب الملكية الفكرية المنفصلة).
لا يجوز استخدام نظام مدريد إلا من الأشخاص المواطنين أو المقيمين أو من لديهم شركة في أحد الأقاليم أو الدول الأعضاء في نظام مدريد.

### نظام لشبونة
يوفر نظام لشبونة للتسجيل الدولي لتسميات المنشأ والمؤشرات الجغرافية وسيلةً للحصول على حماية دولية للتصنيفات الجغرافية أو تسميات المنشأ. المؤشرات الجغرافية وتسميات المنشأ هي حقوق ملكية فكرية تُحدّد منتجًا منشأه منطقة جغرافية محددة وله خصائص تُعزى إلى منشأه الجغرافي. من الأمثلة على تسميات المنشأ والمؤشرات الجغرافية المسجلة بموجب نظام لشبونة: جبنة كونتيه (فرنسا)، وخزف تشولوكاناس (بيرو)، تيكيلا (المكسيك)، نبيذ بورت (البرتغال)، بورسلين هيريند (هنغاريا)، وفلفل كامبوت (كمبوديا). من خلال تسجيلٍ واحدٍ ومجموعةٍ رسومٍ واحدةٍ، يمكن الحصول على الحماية في البلدان الأخرى (والمنظمات الحكومية الدولية، مثل الاتحاد الأوروبي) التي يغطيها نظام لشبونة.
يتضمن نظام لشبونة اتفاق لشبونة بشأن حماية تسميات المنشأ وتسجيلها على الصعيد الدولي الذي اعتمد عام 1958 ('اتفاقية لشبونة') ونسختها المنقّحة الأخيرة "وثيقة جنيف لاتفاق لشبونة بشأن تسميات المنشأ والمؤشرات الجغرافية" التي صدرت عام 2015 ('قانون جنيف'). تُنشر التسجيلات بموجب نظام لشبونة في النشرة الرسمية ويمكن البحث عنها من خلال قاعدة بيانات لشبونة إكسبريس.

### مركز الويبو للتحكيم والوساطة
أُسّس مركز الويبو للتحكيم والوساطة عام 1994 ليكون مصدراً دولياً لبدائل التقاضي أمام المحاكم في منازعات الملكية الفكرية والتكنولوجيا. يوفّر المركز خيارات الحلول البديلة لفض المنازعات بما فيها الوساطة والتحكيم وقرارات الخبراء لحل النزاعات التجارية الدولية. المركز مسؤول عن القضايا ومصدرٌ للخبرة القانونية والسياسية. يقدّم المركز أيضاً خدمات تسوية المنازعات المتعلقة بأسماء النطاقات بموجب السياسة الموحدة التي صممتها الويبو. يقع مقر مركز التحكيم والوساطة في جنيف، سويسرا؛ ومنذ عام 2010، أصبح للمركز مكتب في ماكسويل تشامبرز في سنغافورة.

### نظام لاهاي
يوفر نظام لاهاي للتسجيل الدولي للتصاميم الصناعية آلية دولية لتأمين حماية ما يصل إلى 100 تصميم صناعي في بلدان أو مناطق متعددة، من خلال طلب دولي واحد، مودع بلغة واحدة وباستخدام عملة واحدة (الفرنك السويسري).
يتم إيداع طلبات التصميم الدولي مباشرة من خلال الويبو، وفقا للمتطلبات والإجراءات المنصوص عليها في اتفاق لاهاي. يحكم الإطار القانوني المحلي لكل طرف متعاقد معين حماية التصميم التي توفرها التسجيلات الدولية الناتجة.
وفقًا للقواعد المنصوص عليها في اتفاق لاهاي، يجوز لأي شخص مواطن أو لديه محل إقامة أو محل إقامة معتاد أو يملك مؤسسة صناعية أو تجارية حقيقية وفعالة في أي دولة متعاقدة في نظام لاهاي – بما في ذلك أي دولة من دول الاتحاد الأوروبي أو المنظمة الإفريقية للملكية الفكرية – استخدام نظام لاهاي. لا يشترط نظام لاهاي على مقدم الطلب تقديم طلب تصميم وطني أو إقليمي.
في 5 فبراير 2020، أودعت الصين رسميًا وثائق انضمامها للدخول في نظام لاهاي للتسجيل الدولي للتصاميم الصناعية ومعاهدة مراكش (التي تزيد من إمكانية نفاذ الأشخاص ذوي الإعاقة البصرية إلى المنشورات)، وذلك قبل بدء دورة الألعاب الأولمبية الشتوية في بكين.
أصبحت الصين الطرف المتعاقد رقم 68 في وثيقة جنيف (1999) التابعة لاتفاق لاهاي، وبالتالي تكون العضو رقم 77 في نظام لاهاي.

## الحوكمة والعمل المعياري

### جمعيات الويبو
هي هيئات صنع القرار في الويبو، مهمّتها وضع اتفاقات عالمية بشأن الملكية الفكرية من خلال الجمع بين أصحاب المصلحة. الهيئات الرئيسية المعنية بالسياسات وصنع القرار في الويبو هي لجنة التنسيق والجمعية العامة. تجتمع اثنتان وعشرون جمعية والاتحادات التي تديرها الويبو والهيئات الأخرى التابعة للدول الأعضاء في الويبو في دورات عادية أو استثنائية في الخريف. وتعيّن الجمعية العامة المدير العام من خلال ترشيح لجنة التنسيق. يمكن لأيٍ من هيئات صنع السياسات والقرارات تشكيل لجان دائمة أو لجان دائمة.

### اللجان الدائمة
اللجان الدائمة هي مجموعات مخصصة من الخبراء تُنشَأ لغرضٍ معين وتعمل لإجراء المناقشات والمفاوضات المتعلقة بالسياسات بشأن التطوير المستقبلي للملكية الفكرية. كما تقرر أي لجنة دائمة في الويبو أو غيرها من الهيئات إنشاء فريقٍ عاملٍ لدراسة مسألةٍ ما بمزيد من التفصيل أو تقديم اقتراحات أو إسداء المشورة بشأن أي موضوع يقع ضمن اختصاص المنظمة.

### المعاهدات التي تديرها الويبو
تدير الويبو 26 اتفاقية، بما فيها اتفاقية إنشاء المنظمة العالمية للملكية الفكرية.

#### معاهدات حماية الملكية الفكرية
تحدد معاهدات حماية الملكية الفكرية المعايير الأساسية المتفق عليها دولياً لحماية الملكية الفكرية في كل بلد.
| الاسم | الوصف | التاريخ | نص المعاهدة                                                                     |
| --- | --- | --- | ------------------------------------------------------------------------------- |
| اتفاقية باريس لحماية الملكية الصناعية                                                                          | تُطبّق على الملكية الصناعية بأوسع مفاهيمها، بما في ذلك البراءات والعلامات والرسوم والنماذج الصناعية ونماذج المنفعة وعلامات الخدمة والأسماء التجارية والبيانات الجغرافية وقمع المنافسة غير المشروعة | اعتمدت في 20 مارس 1883، وجرت مراجعتها في بروكسل في 14 ديسمبر 1900، وفي واشنطن في 2 يونيو 1911، وفي لاهاي في 6 نوفمبر 1925، وفي لندن في 2 يونيو 1934، وفي لشبونة في 31 أكتوبر 1958، في ستوكهولم في 14 يوليو 1967، وعُدّلت في 28 سبتمبر 1979 | اتفاقية باريس لحماية الملكية الصناعية                                           |
| اتفاقية برن لحماية المصنفات الأدبية والفنية                                                                    | تتناول اتفاقية برن، التي اعتمدت سنة 1886، حماية المصنفات وحقوق مؤلفيها. وتتيح الاتفاقية للمبدعين، مثل المؤلفين والموسيقيين والشعراء والرسامين وما إلى ذلك، سبل التحكم في طريقة استخدام مصنفاتهم ومن يستخدمها وبأية شروط. وتستند الاتفاقية إلى ثلاثة مبادئ أساسية وتشمل مجموعة من الأحكام المتعلقة بالحد الأدنى للحماية الواجب منحها وبعض الأحكام الخاصة التي وضعت لمصلحة البلدان النامية التي ترغب في استخدامها. | اعتمدت عام 1886. أجري آخر تعديل في 28 سبتمبر 1979 | اتفاقية برن                                                                     |
| اتفاق مدريد بشأن قمع بيانات مصدر السلع الزائفة أو المضللة                                                      | بموجب اتفاق مدريد بشأن التسجيل الدولي للعلامات، جميع البضائع التي تحمل إشارة مصدر زائفة أو خادعة، والتي يتم من خلالها الإشارة بشكل مباشر أو غير مباشر إلى إحدى الدول المتعاقدة، أو إلى مكان يقع فيها، على أنها الدولة أو المكان. يجب مصادرة المنشأ عند الاستيراد، أو يجب حظر هذا الاستيراد، أو يجب تطبيق إجراءات وعقوبات أخرى فيما يتعلق بهذا الاستيراد. وتنص الاتفاقية على الحالات والطريقة التي يجوز بها طلب الحجز وتنفيذه. ويحظر استخدام، فيما يتعلق ببيع أو عرض أو عرض للبيع أي سلعة، استخدام جميع المؤشرات ذات طبيعة الدعاية التي من شأنها خداع الجمهور فيما يتعلق بمصدر البضائع. يعود الأمر لمحاكم كل دولة متعاقدة أن تقرر أي التسميات (بخلاف التسميات الإقليمية المتعلقة بمصدر منتجات الكروم) لا تدخل، بسبب طابعها العام، في نطاق الاتفاقية. ولا ينص الاتفاق على إنشاء اتحاد أو هيئة إدارة أو ميزانية. | اعتمد في 14 أبريل 1891، وأجريت عليه مراجعة في واشنطن في 2 يونيو 1911، وفي لاهاي في 6 نوفمبر 1925، وفي لندن في 2 يونيو 1934، وفي لشبونة في 31 أكتوبر 1958، ومكمّل بوثيقة ستوكهولم الإضافية المؤرخة 14 يوليو 1967.                          | اتفاق مدريد لقمع بيانات مصدر البضائع الزائفة أو المضللة                         |
| اتفاقية روما لحماية فناني الأداء ومنتجي التسجيلات الصوتية وهيئات الإذاعة                                       | تضمن اتفاقية روما حماية أداء الفنانين وتسجيلات المنتجين وبرامج هيئات الإذاعة. وتضطلع الويبو، بالاشتراك مع منظمة العمل الدولية ومنظمة اليونسكو، بإدارة هذه الاتفاقية. | اعتمدت في 1961 | روما بشأن حماية فناني الأداء ومنتجي التسجيلات الصوتية وهيئات الإذاعة            |
| اتفاقية جنيف للتسجيلات الصوتية                                                                                 | تنص اتفاقية الفونوغرامات أو جنيف على التزام كل دولة متعاقدة بحماية أي منتِج للتسجيلات الصوتية من مواطني دولة متعاقدة أخرى من إنتاج أية نسخ دون موافقته، ومن استيرادها إذا كان صنعها أو استيرادها بغرض توزيعها على الجمهور، ومن توزيعها على الجمهور | اعتمدت في جنيف في أكتوبر 1971 | حماية منتجي الفونوغرامات من استنساخ فونوغراماتهم دون تصريح                      |
| اتفاقية بشأن توزيع الإشارات الحاملة للبرامج المرسلة عبر التوابع الصناعية                                       | تنص اتفاقية بروكسل أو اتفاقية الأقمار الصناعية على التزام كل دولة متعاقدة باتخاذ التدابير المناسبة لمنع التوزيع غير المصرح به على أراضيها أو منها لأي برنامج يحمل نقل (الاتصال عن بعد) بواسطة قمر اصطناعي. | اعتُمدت عام 1974 | اتفاقية بروكسل بشأن توزيع الإشارات الحاملة للبرامج المرسلة عبر التوابع الصناعية |
| معاهدة نيروبي بشأن حماية الرمز الأولمبي                                                                        | تهدف معاهدة نيروبي إلى حماية الرموز الأولمبية – الحلقات الخمس المتشابكة – من استخدامها لأغراض تجارية دون تصريح من اللجنة الأولمبية الدولية. | اعتمدت في نيروبي في 26 سبتمبر\أيلول 1981 | معاهدة نيروبي بشأن حماية الرمز الأولمبي                                         |
| معاهدة واشنطن بشأن الملكية الفكرية فيما يتعلق بالدوائر المتكاملة                                               | اعتمدت معاهدة واشنطن في عام 1989. وتهدف إلى توفير الحماية للتصاميم التخطيطية للدارات المتكاملة. حتى عام 2023، لم تدخل المعاهدة حيز التنفيذ بعد، ولكن تمت المصادقة عليها وكان عدد الدول التي انضمت إليها من قبل 10 دول. | اعتمدت في واشنطن في 26 مايو 1989 (لم تدخل حيز التنفيذ بعد) | معاهدة واشنطن                                                                   |
| معاهدة قانون العلامات التجارية                                                                                 | الهدف من معاهدة قانون العلامات التجارية (TLT) هو توحيد وتبسيط إجراءات تسجيل العلامات التجارية الوطنية والإقليمية. ويتحقق ذلك من خلال تبسيط ومواءمة بعض سمات تلك الإجراءات، ما يجعل طلبات العلامات التجارية وإدارة تسجيلاتها في عدّة ولايات قضائية أقل تعقيدًا وأكثر قابلية للتنبؤ بها. | اعتمدت في جنيف في 27 أكتوبر، 1994 | معاهدة قانون العلامات التجارية                                                  |
| معاهدة الويبو بشأن حق المؤلف                                                                                   | معاهدة الويبو بشأن حق المؤلف هي معاهدة دولية حول قانون حق المؤلف الذي اعتمدته الدول الأعضاء في المنظمة العالمية للملكية الفكرية في عام 1996. توفر الاتفاقية حماية إضافية لحقوق الطبع والنشر تعتبر ضرورية بسبب التقدم في تكنولوجيا المعلومات منذ تشكيل معاهدات حقوق التأليف والنشر السابقة قبل ذلك. من يضمن أن برامج الكمبيوتر محمية باعتبارها أعمالا أدبية (المادة 4) وهذا الترتيب واختيار المواد في قواعد بيانات محمية (المادة 5). توفر الاتفاقية لمؤلفي المصنفات السيطرة على تأجيرها وتوزيعها في المواد من 6 إلى 8 التي قد لا تكون موجودة بموجب اتفاقية برن. كما يحظر التحايل على التدابير التكنولوجية لحماية الأعمال (المادة 11) والتعديل غير المصرح به من معلومات إدارة الحقوق الواردة في الأعمال (المادة 12). اعتبارا من ديسمبر 2014 فقد صدقت الاتفاقية 93 دولة.                                         | اعتُمدت في 1996 | الويبو بشأن حق المؤلف                                                           |
| معاهدة الويبو بشأن الأداء والتسجيل الصوتي                                                                      | تتناول معاهدة الويبو بشأن الأداء والتسجيل الصوتي حقوقا لنوعين من المستفيدين، ولا سيما في البيئة الرقمية هما: "1" فنانو الأداء (الممثلون والمغنون والموسيقيون وما إلى ذلك)، "2" ومنتجو التسجيلات الصوتية (أي الأشخاص الطبيعيون أو المعنيّون الذين يتم تثبيت الأصوات بمبادرة منهم وبمسؤوليتهم). | اعتُمدت في 1996 | معاهدة الويبو بشأن الأداء والتسجيل الصوتي                                       |
| معاهدة قانون البراءات                                                                                          | تهدف معاهدة قانون البراءات إلى تنسيق الإجراءات الشكلية المتعلقة بطلبات البراءات الوطنية والإقليمية وسنداتها وترشيد تلك الإجراءات لتيسير الانتفاع بها. وفيما عدا الاستثناء الرئيسي الخاص بشروط تاريخ الإيداع، تنص المعاهدة على أقصى مجموعة من الشروط التي يجوز لمكتب الطرف المتعاقد أن يطبقها. | اعتمدت في جنيف في الأول يونيو\حزيران، 2000 | معاهدة قانون البراءات                                                           |
| معاهدة سنغافورة بشأن قانون العلامات                                                                            | الغرض من معاهدة سنغافورة هو وضع إطار دولي حديث وديناميكي لتنسيق الإجراءات الإدارية لتسجيل العلامات التجارية. وتتخذ المعاهدة من معاهدة قانون العلامات لسنة 1994 أساساً لها، ولكنها تتميز بنطاق تطبيق أوسع وتعالج آخر التطورات في مجال تكنولوجيا الاتصالات | اعتمدت في سنغافورة في 27 مارس\آذار 2006 | معاهدة سنغافورة بشأن قانون العلامات                                             |
| معاهدة بكين بشأن الأداء السمعي البصري                                                                          | تتناول المعاهدة حقوق الملكية الفكرية لفناني الأداء في أوجه أدائهم السمعي البصري. | اعتمدت في 26 يونيو/حزيران 2012. ودخلت حيز النفاذ في 28 أبريل/نيسان 2020 | معاهدة بيجين بشأن الأداء السمعي البصري                                          |
| معاهدة مراكش لتيسير النفاذ إلى المصنفات المنشورة لفائدة الأشخاص المكفوفين                                      | هي جزء من مجموعة المعاهدات لحق المؤلف التي تديرها الويبو. ولهذه المعاهدة بُعد إنساني واضح يرمي إلى تنمية المجتمع، وهدفها الرئيسي هو وضع مجموعة من التقييدات والاستثناءات الإلزامية لفائدة المكفوفين ومعاقي البصر وذوي إعاقات أخرى في قراءة المطبوعات. | اعتمدت في 27 يونيو\تموز 2013 | معاهدة مراكش لتيسير النفاذ إلى المصنفات المنشورة لفائدة الأشخاص المكفوفين       |
| معاهدة المنظمة العالمية للملكية الفكرية بشأن الملكية الفكرية والموارد الوراثية والمعارف التقليدية المرتبطة بها | اعتُمدت معاهدة الويبو بشأن الملكية الفكرة والموارد الجينية والمعارف التقليدية المرتبطة بها (GRATK) في 25 أيار\مايو 2024. المعاهدة بمثابة صك قانوني دولي لمكافحة القرصنة البيولوجية. تستوجب المعاهدة الإفصاح عن وجود طلب براءة اختراع للكشف عن البلد المنشأ للموارد الوراثية و\أو الشعب أو المجتمع المحلي الذي يقدّم المعرفة التقليدية ذات الصلة، إذا كان الاختراع موضوع المطالبة مستند إلى موارد جينية و\أو معارف تقليدية مرتبطة به. | اعتمدت في 2024 | WIPO GRATK Treaty                                                               |

#### معاهدات نظم الحماية العالمية
تُنظّم معاهدات نظم الحماية العالمية الخدمات التي تنظمها الويبو، وتضمن أن يكون للتسجيل أو الإيداع الدولي الواحد مفعوله في أي من الدول الموقعة المعنية.
| الاسم                                                            | الوصف | التاريخ | نص المعاهدة                                                                                   |
| ---------------------------------------------------------------- | --- | --- | --------------------------------------------------------------------------------------------- |
| معاهدة بودابست                                                   | تتعلق معاهدة بودابست التي اعتمدت سنة 1977 بموضوع محدد في إجراءات البراءات الدولية وهو: الكائنات الدقيقة. | وُقّعت في بودابست في 28 أبريل 1977 وعُدّل في 26 سبتمبر 1980 | معاهدة بودابست بشأن الاعتراف الدولي بإيداع الكائنات الدقيقة لأغراض الإجراءات الخاصة بالبراءات |
| اتفاقية لاهاي بشأن الإيداع الدولي للرسوم والنماذج الصناعية       | يحكم اتفاق لاهاي التسجيل الدولي للرسوم والنماذج الصناعية. ويقيم هذا الاتفاق الذي اعتمد لأول مرة سنة 1925 بالفعل نظاما دوليا – نظام لاهاي – يسمح بحماية التصاميم الصناعية في عدة بلدان أو أقاليم بأدنى حد من الإجراءات الشكلية. | مؤرخة في 6 نوفمبر 1925، معدلة في لندن في 2 يونيو 1934، وفي لاهاي في 28 نوفمبر 1960، والمكملة بوثيقة موناكو الإضافية المؤرخة 18 نوفمبر 1961، ووثيقة ستوكهولم التكميلية المؤرخة 14 يوليو 1967 والمعدلة في سبتمبر 28. 1979، وبروتوكول جنيف في 29 أغسطس 1975، وفي جنيف في 2 يوليو 1999 | اتفاقية لاهاي بشأن الإيداع الدولي للرسوم والنماذج الصناعية                                    |
| اتفاق لشبونة بشأن حماية تسميات المنشأ وتسجيلها على الصعيد الدولي | ينص اتفاق لشبونة، ونسخته الأخيرة وهي وثيقة جنيف لعام 2015، على الحماية الدولية لتسميات المنشأ والمؤشرات الجغرافية من خلال إجراء واحد لدى الويبو. وتسميات المنشأ والمؤشرات الجغرافية هي إشارات مميّزة للمنتجات، تحيل إلى وجود رابط نوعي بين المنتج الذي تشير إليه ومكان منشئه. ويشكل اتفاق لشبونة ووثيقة جنيف لاتفاق لشبونة معاً نظام لشبونة. ونشرة "تسميات المنشأ" هي المنشور الرسمي لنظام لشبونة. | مؤرّخ في 31 أكتوبر 1958، معدل في ستوكهولم في 14 يوليو 1967، ومعدل في 28 سبتمبر 1979، ووثيقة جنيف التي اعتمدها المؤتمر الدبلوماسي في 20 مايو 2015 | اتفاق لشبونة لحماية تسميات المنشأ وتسجيلها على المستوى الدولي                                 |
| اتفاق مدريد بشأن التسجيل الدولي للعلامات                         | يخضع نظام مدريد للتسجيل الدولي للعلامات إلى اتفاق مدريد، المبرم في عام 1891، والبروتوكول المتعلق بهذا الاتفاق، المبرم في عام 1989. ويتيح النظام حماية العلامات التجارية في عددٍ كبيرٍ من البلدان عن طريق الحصول على تسجيل دولي يسري مفعوله في كل طرف من الأطراف المتعاقدة المعينة. | مؤرّخ في 14 أبريل 1891، معدل في بروكسل في 14 ديسمبر 1900، وفي واشنطن في 2 يونيو 1911، وفي لاهاي في 6 نوفمبر 1925، وفي لندن في 2 يونيو 1934، وفي نيس في 15 يونيو 1957، وفي ستوكهولم في 14 يوليو 1967، وعُدّل في في 28 سبتمبر 1979                                                      | اتفاق مدريد بشأن التسجيل الدولي للعلامات                                                      |
| البروتوكول المتعلق باتفاق مدريد بشأن التسجيل الدولي للعلامات     | يخضع نظام مدريد للتسجيل الدولي للعلامات إلى اتفاق مدريد، المبرم في عام 1891، والبروتوكول المتعلق بهذا الاتفاق، المبرم في عام 1989. ويتيح النظام حماية العلامة في عدد كبير من البلدان عن طريق الحصول على ترخيص. التسجيل الدولي يسري مفعوله على كل من الأطراف المتعاقدة المعينة. | اعتُمد في مدريد في 27 يونيو 1989، وعدّل في 3 أكتوبر 2006 وفي 12 نوفمبر 2007 | البروتوكول المتعلق باتفاق مدريد بشأن التسجيل الدولي للعلامات                                  |
| معاهدة التعاون بشأن البراءات                                     | تنص معاهدة التعاون بشأن البراءات على إمكانية طلب الحماية بموجب البراءة لاختراع ما في عدة بلدان معا بإيداع طلب "دولي" للبراءة. ويجوز لمواطني أية دولة متعاقدة وللمقيمين فيها أن يودعوا ذلك الطلب إما لدى مكتب البراءات الوطني لتلك الدولة وإما لدى المكتب الدولي للويبو في جنيف، حسب اختيار مودع الطلب.                                                                                           | حررت في واشنطن في 19 يونيو 1970، وعُدّلت في 28 سبتمبر 1979، وفي 3 فبراير 1984، وفي 3 أكتوبر 2001 | معاهدة التعاون بشأن البراءات                                                                  |

#### معاهدات تتعلق بالتصنيف
تهدف معاهدات التصنيف التي تُنشئ أنظمة تصنيف إلى تنظم المعلومات المتعلقة بالاختراعات والعلامات التجارية والتصميمات الصناعية.
| الاسم                                                             | الوصف | التاريخ | نص المعاهدة                                                        |
| ----------------------------------------------------------------- | --- | --- | ------------------------------------------------------------------ |
| اتفاق لوكارنو بشأن وضع تصنيف دولي للتصاميم الصناعية               | ينشئ اتفاق لوكارنو تصنيفاً للتصميمات الصناعية (تصنيف لوكارنو) | وُقّعت في لوكارنو في 8 أكتوبر 1968، وعُدّلت في 28 سبتمبر 1979.                                                         | لوكارنو بشأن وضع تصنيف دولي للتصاميم الصناعية                      |
| تصنيف نيس الدولي للسلع والخدمات                                   | وُضع تصنيف نيس بموجب اتفاق نيس (1957)، وهو تصنيف دولي للسلع والخدمات يُطبّق لأغراض تسجيل العلامات. وتصدر طبعة جديدة للتصنيف كل خمس سنوات، ومنذ عام 2013، تصدر سنوياً نسخة جديدة من كل طبعة | المؤرخ في 15 يونيو 1957، والمعدل في ستوكهولم في 14 يوليو 1967، وفي جنيف في 13 مايو 1977، والمعدل في 28 سبتمبر 1979 | اتفاق نيس بشأن التصنيف الدولي للسلع والخدمات لأغراض تسجيل العلامات |
| اتفاق ستراسبورغ الخاص بالتصنيف الدولي للبراءات                    | أنشأ اتفاق استراسبورغ التصنيف الدولي للبراءات الذي يقسم التكنولوجيا إلى ثمانية أقسام رئيسية تتضمن نحو 80000 قسم فرعي. والتصنيف إجراء لازم للعثور على وثائق البراءات عند البحث في "حالة التقنية الصناعية السابقة". ويجري ذلك البحث السلطات المكلفة بإصدار البراءات والمخترعون وإدارات البحث والتطوير وكل من يهتم بتطبيق التكنولوجيا أو تطويرها. | المؤرخ في 24 مارس 1971، والمعدل في 28 سبتمبر 1979                                                                  | اتفاق ستراسبورغ الخاص بالتصنيف الدولي لبراءات الاختراع             |
| اتفاق فيينا الذي وضع بموجبه تصنيف دولي للعناصر التصويرية للعلامات | يضع هذا الاتفاق تصنيفًا (تصنيف فيينا) للعلامات التي تتكون من عناصر تصويرية أو تحتوي عليها. | أُنجز في فيينا في 12 يونيو 1973 وعُدّل في 1 أكتوبر 1985                                                               | اتفاق فيينا الذي وضع بموجبه تصنيف دولي للعناصر التصويرية للعلامات  |

## التمويل
بعكس وكالات الأمم المتحدة الأخرى، تحصل الويبو على معظم دخلها من رسوم خدمات الملكية الفكرية العالمية التي تقدمها مقابل مساهمات الدول الأعضاء. في عام 2020، بلغت إيرادات الويبو 468.3 مليون فرنك سويسري. في عام 2020، حققت الويبو أكثر من 94.3% من إيراداتها من الرسوم التي يدفعها مستخدمو خدمات الملكية الفكرية التي تقدّمها للبراءات والعلامات التجارية والتصميمات الصناعية بسبب الطلب الدولي على سندات الملكية الفكرية. تُقدّم هذه الخدمات بموجب معاهدة التعاون بشأن البراءات (يوفر 76.6% من الإيرادات)، ونظام مدريد (يوفر 16.3% من الإيرادات)، ونظام لاهاي (يوفر 1.4% من الإيرادات).

## العمل في مجال السياسات

### الموارد الوراثية، والمعارف التقليدية وأشكال التعبير الثقافي التقليدي
لسنوات عديدة، سعت العديد من المجتمعات المحلية والشعوب الأصلية والحكومات إلى توفير حماية فعالة للملكية الفكرية (IP) لأشكال التعبير الثقافي التقليدي (الفولكلور) والمعارف التقليدية باعتبارها أشكالاً تقليدية من الإبداع والابتكار. وبوصفها مجموعة حية من المعارف التي تتطور وتستمر وتُنقل من جيل إلى جيل داخل مجتمع ما، فإنها لا تحظى بالحماية بسهولة في ظل نظام الملكية الفكرية الحالي، الذي يمنح الحماية عادةً لفترة محدودة للاختراعات الجديدة والأعمال الأصلية كحقوق خاصة. وترتبط بعض الموارد الوراثية أيضًا بالمعارف التقليدية والممارسات المرتبطة بها من خلال استخدامها والحفاظ عليها من قبل الشعوب الأصلية والمجتمعات المحلية. وعلى الرغم من أن الموارد الوراثية، كما هو الحال في الطبيعة، غير مؤهلة لحماية الملكية الفكرية، فإن الاختراعات القائمة على الموارد الوراثية أو المطورة باستخدامها قد تكون مؤهلة للحصول على براءة اختراع. ومنذ عام 2010، تتفاوض اللجنة الحكومية الدولية المعنية بالملكية الفكرية والموارد الوراثية والمعارف التقليدية والفولكلور (IGC) على نصٍ قانونيٍ واحد أو عدة نصوص قانونية في هذا الشأن.

### الصحة العالمية
ويبو للبحث العلمي WIPO Re:Search هو شراكة بين القطاعين العام والخاص، عُقدت بين المنظمة العالمية للملكية الفكرية (ويبو) ومنظمة بيو فنتشرز للصحة العالمية غير الربحية "BIO Ventures for Global Health" التي تركّز على البحث والتطوير الطبي في مراحله المبكرة لمكافحة الأمراض الاستوائية المهملة والملاريا والسل. وتضم هذه الشراكة 150 عضوًا، بما في ذلك ثمانية من أكبر شركات الأدوية في العالم. وتدعم ويبو للبحث العلمي WIPO Re:Search التعاون بين المؤسسات العلمية وشركات الأدوية في جميع أنحاء العالم بهدف النهوض بالبحث لتطوير الأدوية وطرق العلاج وتقنيات التشخيص ضد الأمراض الاستوائية المهملة التي تصيب أكثر من مليار شخص حول العالم. ومن خلال هذا التعاون وبرنامج الزمالة التابعة لها، توفر ويبو للبحث العلمي WIPO Re:Search المكتبات المجمعة المشتركة وطرق إعادة الاستخدام وبناء القدرات وتعمل على نمو الشبكات العلمية الدولية.

### التكنولوجيا الخضراء
ويبو غرين هي سوق متاحة مجاناً على الإنترنت للتصاميم المستدامة. وتتألف من ثلاثة عناصر رئيسية: قاعدة بيانات منصة ويبو غرين عبر الإنترنت للتكنولوجيا الخضراء واحتياجاتها، ومشاريع منصة ويبو غرين لتسريع وتيرة التقنيات الخضراء، وشبكة شركاء منصة ويبو غرين. وتضم شبكةً من 146 شريكًا وتهدف إلى الجمع بين المنظمات العاملة في مجال التكنولوجيا الخضراء لمساعدة في تنفيذ ونشر التقنيات الخضراء حول العالم. وقاعدة بيانات منصة ويبو غرين هي منصة إلكترونية يمكن من خلالها لمخترعي التكنولوجيا الخضراء الترويج لمنتجاتهم، ويمكن للشركات والمنظمات والحكومات التي تبحث عن التقنيات الخضراء توضيح احتياجاتها والسعي للتعاون مع المزودين ومقدمي هذه التقنيات. تُنظّم مشاريع تسريع منصة ويبو غرين سنويًا في دول أو مناطق مختلفة من العالم، بالتعاون مع منظمات محلية. وعادةً ما تتناول هذه المشاريع مجالًا معينًا وتربط بين مزودي ومقدمي التكنولوجيات الخضراء والباحثين عنها.

### معهد ويبو القضائي
أسّس معهد ويبو القضائي عام 2019 لتنسيق وقيادة عمل المنظمة العالمية للملكية الفكرية (ويبو) مع الهيئات القضائية الوطنية والإقليمية. ويشمل هذا العمل عقد اجتماعات دولية بين القضاة، وتنفيذ أنشطة بناء القدرات القضائية، وإنتاج موارد ومنشورات ليستخدمها القضاة، وإدارة قاعدة بيانات ويبو لكس التي توفر الوصول العام المجاني إلى قوانين الملكية الفكرية (IP)، والمعاهدات، والقرارات القضائية من جميع أنحاء العالم. كما أنشأت ويبو مجلس قضاة استشاري، يضم حاليًا 12 عضوًا يعملون بصفتهم الشخصية.

### أكاديمية ويبو
أكاديمية الويبو هي الذراع التدريبي للمنظمة العالمية للملكية الفكرية (ويبو)، تأسست في عام 1998. تقدم الأكاديمية التعليم والتدريب وبناء المهارات في مجال الملكية الفكرية (IP) للمسؤولين الحكوميين، والمخترعين، والمبدعين، والمهنيين في مجال الأعمال، والشركات الصغيرة والمتوسطة (SMEs)، والأكاديميين، والطلاب، والأفراد المهتمين بالملكية الفكرية وتستضيف الأكاديمية دورات الملكية الفكرية من خلال برامجها الأربعة: برنامج التطوير المهني، والشراكات الجامعية، والتعليم عن بعد، ومدارس ويبو الصيفية.

### اللجنة الدائمة المعنية بحق المؤلف والحقوق المجاورة
تم إنشاء اللجنة الدائمة المعنية بحق المؤلف والحقوق المجاورة (SCCR) في عام 1998 لدراسة القضايا في مجال حق المؤلف والحقوق المجاورة المتعلقة بالقانون الموضوعي والموائمة/التناسق. وتضم اللجنة جميع الدول الأعضاء في المنظمة العالمية للملكية الفكرية، وبعض الدول الأعضاء في الأمم المتحدة التي ليست أعضاء في ويبو، وعددًا من المراقبين من المنظمات غير الحكومية والمنظمات الحكومية الدولية. تجتمع اللجنة مرتين في السنة وتضع توصيات لتنظر فيها الجمعية العامة لويبو. تشمل الموضوعات الرئيسية التي تُناقش حاليًا حماية منظمات البث والقيود والاستثناءات. كما تُناقش اللجنة حق المؤلف في البيئة الرقمية، وحق التتبع للفنان، وحق الإعارة للجمهور، وحقوق مخرجي المسرح.

## اليوم العالمي للملكية الفكرية
اليوم العالمي للملكية الفكرية هو يوم ومخصص لإطلاق حملة توعية عالمية سنوياً "لتسليط الضوء على دور ومساهمة الملكية الفكرية في التنمية الاقتصادية والثقافية والاجتماعية في جميع البلدان، وكذلك لزيادة الوعي العام والفهم في هذا المجال من مجالات المساعي الإنسانية." في عام 2000، خصّصت الدول الأعضاء في المنظمة العالمية للملكية الفكرية (ويبو) يوم 26 أبريل/نيسان – وهو اليوم الذي دخلت فيه اتفاقية ويبو حيز التنفيذ عام 1970 - يوماً عالمياً للملكية الفكرية. واحتُفي أول يوم عالمي للملكية الفكرية في عام 2001.

## القطاعات والأقسام

### شعبة الدراسات الاقتصادية وتحليل البيانات
تقوم شعبة الدراسات الاقتصادية وتحليل البيانات في الويبو بجمع البيانات عن نشاط الملكية الفكرية في جميع أنحاء العالم ونشر الإحصاءات للجمهور. كما تقوم الشعبة بإجراء تحليلات اقتصادية حول كيفية تأثير سياسات الحكومة في مجال الملكية الفكرية والابتكار على الأداء الاقتصادي.

### قطاع البنية التحتية والمنصات
يعمل قطاع البنية التحتية والمنصات على تطوير وتنفيذ وصيانة قواعد البيانات المختلفة،[إخفاق التحقق] والأدوات ومنصات المنظمة التي تستخدمها مكاتب الملكية الفكرية والمحترفين القانونيين والباحثين وغيرهم من المستخدمين المتخصصين. ويغطي هذا القطاع أيضًا استخدام "التكنولوجيات المتقدمة" مثل الذكاء الاصطناعي، وينسق أهداف ويبو الشاملة للعملاء والاستراتيجيات والأدوات.

### شعبة الانخراط الدبلوماسي وشؤون الجمعيات
تندرج شعبة الانخراط الدبلوماسي وشؤون الجمعيات تحت الإشراف المباشر للمدير العام، وتركز الشعبة على التواصل مع المجتمع الدبلوماسي في جنيف من خلال الفعاليات والاجتماعات والإشراف على الجوانب الإدارية واللوجستية وغيرها من الجوانب المتعلقة بالاجتماعات الرئيسية بما في ذلك جمعيات ويبو. والشعبة مسؤولة أيضا على الإشراف على مجموعة كاملة من خدمات المراسم في المنظمة. وعلى وجه التحديد، تتولى الشعبة مسؤولية تلبية جميع احتياجات المدير العام المتعلقة بالتمثيل والضيافة والمراسم والاحتياجات المتعلقة بمراسم الاجتماعات والمناسبات والفعاليات.

### شعبة المعارف التقليدية
تضطلع شعبة المعارف التقليدية بتنفيذ عمل المنظمة العالمية للملكية الفكرية في مجال الموارد الوراثية وأشكال التعبير الثقافي التقليدي والمعارف التقليدية من خلال مجالات خدماتها السبعة. وتشمل هذه المجالات دعم ريادة الأعمال للشعوب الأصلية والمجتمعات المحلية في استخدام أدوات الملكية الفكرية استخداما استراتيجيا وفعالا في أعمالهم؛ وتقديم المشورة في مجال الملكية الفكرية في توثيق المعارف التقليدية وأشكال التعبير الثقافي التقليدي؛ وتنظيم برامج التدريب العملي والتوجيه وبرامج التعليم عن بعد؛ والعمل كمرجع عالمي لمصادر المعلومات بشأن التقاطع بين الملكية الفكرية والوراثية والمعارف التقليدية وأشكال التعبير الثقافي التقليدي، بالإضافة إلى الحفاظ على مستودع الخبرات الإقليمية والوطنية والمجتمعية. كما أن شعبة المعارف التقليدية مسؤولة أيضا عن تيسير وتسهيل المفاوضات متعددة الأطراف في اللجنة الحكومية الدولية المعنية بالملكية الفكرية والموارد الوراثية والمعارف التقليدية والفولكلور.

## المنشورات وقواعد البيانات
Wتنشر المنظمة العالمية للملكية الفكرية – ويبو حوالي 40 عنوانًا جديدًا في السنة، تُترجم وتُنشَر باللغات الرسمية للأمم المتحدة: العربية، والصينية، والإنجليزية، والفرنسية، والروسية والإسبانية يحتوي مستودع معارف ويبو على أرشيف منشورات المنظمة ووثائقها منذ عام 1885، بالإضافة إلى مكتبة من المؤلفات البحثية الأكاديمية المتعلقة بالملكية الفكرية. WIPO adopted an تفويض الوصول الحر Policy in 2016. يمكن إعادة استخدام منشورات ويبو والتعديل مجانًا، بموجب شروط ترخيص Creative Commons Attribution 4.0.
| المنشورات الرائدة                              | قواعد البيانات                                    |
| ---------------------------------------------- | ------------------------------------------------- |
| مؤشر الابتكار العالمي                          | ويبو لكس                                          |
| التقرير العالمي للملكية الفكرية                | PATENTSCOPE                                       |
| المؤشرات العالمية للملكية الفكرية              | قاعدة بيانات العلامات التجارية العالمية           |
| المنظمة العالمية للملكية الفكرية               | ويبو غرين                                         |
| كتاب التكنولوجيا الخضراء                       | قاعدة البيانات العالمية للتصاميم                  |
| المراجعة السنوية لمعاهدة التعاون بشأن البراءات | Madrid Monitor                                    |
| مراجعة مدريد السنوية                           | IP Statistics Data Center                         |
| مراجعة لاهاي السنوية                           | Article 6ter                                      |
| اتجاهات التكنولوجيا في ويبو                    | Hague Express                                     |
| حقائق وأرقام بشأن الملكية الفكرية في ويبو      | Lisbon Express                                    |
|                                                | ويبو بيرل                                         |
|                                                | الوصول إلى البحوث من أجل التنمية والابتكار (ARDI) |
|                                                | الوصول إلى معلومات براءات الاختراع المتخصصة(ASPI) |
|                                                | Pat-Informed                                      |

### مؤشر الابتكار العالمي
مؤشر الابتكار العالمي هو تصنيف سنوي للدول بناءً على قدرتها على الابتكار ونجاحها فيه، وتنشره المنظمة العالمية للملكية الفكرية (ويبو). بدأته عام 2007 إنسياد ومجلة وورلد بيزنس World Business البريطانية وحتى عام 2021، كانت المنظمة العالمية للملكية الفكرية تنشر المؤشر بالتعاون مع جامعة كورنيل وإنسياد ومنظمات ومؤسسات أخرى. ويعتمد المؤشر على بيانات ذاتية وموضوعية مستمدة من عدة مصادر، بما في ذلك الاتحاد الدولي للاتصالات، والبنك الدولي والمنتدى الاقتصادي العالمي.

### التقرير العالمي للملكية الفكرية
التقرير العالمي للملكية الفكرية هو منشور تحليلي تصدره ويبو كل عامين، وقد صدر لأول مرة في عام 2011. ويبحث كل تقرير في موضوع مختلف، مع التركيز على الاتجاهات في مجال معين من مجالات الملكية الفكرية والابتكار. ويستخدم التقرير تحليلات الاقتصادي الكلي ويتضمن دراسات حالة لفحص دور الملكية الفكرية وغيرها من الأصول غير الملموسة في الاقتصاد العالمي.

### المؤشرات العالمية للملكية الفكرية
منذ عام 2009، تنشر ويبو سنويا المؤشرات العالمية للملكية الفكرية، والتي تقدم مجموعة واسعة من المؤشرات التي تغطي مجالات الملكية الفكرية. وتستند هذه المؤشرات إلى بيانات من مكاتب الملكية الفكرية الوطنية والإقليمية، وويبو، والبنك الدولي ومنظمة اليونسكو.

### ويبو لكس
ويبو لكس WIPO Lex هي قاعدة بيانات عالمية عبر الإنترنت تم إطلاقها في عام 2010، وتتيح وتوفر الوصول المجاني للجمهور إلى قوانين الملكية الفكرية والمعاهدات والقرارات القضائية من جميع أنحاء العالم. في عام 2022، احتوت قاعدة بيانات ويبو لكس على 48,000 وثيقة قانونية وطنية وإقليمية ودولية تتعلق بالملكية الفكرية، مع إمكانية الوصول إليها بلغات الأمم المتحدة الست.

### مجلة ويبو
مجلة ويبو هي المنشور الرئيسي للمنظمة في مجال التوعية، وهي متاحة بثماني لغات (العربية، والصينية، والإنجليزية، والفرنسية، واليابانية، والبرتغالية، والروسية والإسبانية). تأسست في عام 1999، وأصبحت متاحة عبر الإنترنت منذ عام 2005، وتستكشف ويبو المجلة عوالم الابتكار والإبداع ودور الملكية الفكرية في دفع عجلة التقدم البشري. تتضمن المجلة مجموعة من المقالات حول كيفية استخدام الأشخاص حول العالم لحقوق الملكية الفكرية لتحقيق أهدافهم ودعم التنمية الاقتصادية الوطنية. كما تتضمن تعليقات الخبراء على أحدث "المواضيع الساخنة" المتعلقة بسياسة الملكية الفكرية وممارساتها. مجلة ويبو مجانية. وفي يناير/كانون الثاني 2023، تحول إصدار المجلة إلى الصيغة الرقمية فقط.

### ركن البراءات
ركن البراءات PATENTSCOPE هي قاعدة بيانات عامة لبراءات الاختراع توفرها المنظمة وهي بمثابة مصدر نشر رسمي لطلبات البراءات المودعة بموجب معاهدة التعاون بشأن البراءات، وتغطي العديد من مجموعات البراءات الوطنية والإقليمية. في عام 2021، احتوت على أكثر من 100 مليون وثيقة براءة بما في ذلك 4.2 مليون طلب براءة دولية منشور..

### كتاب التكنولوجيا الخضراء
في نوفمبر/تشرين الثاني 2022، قدّمت ويبو منشورها الرئيسي الجديد "كتاب التكنولوجيا الخضراء" في مؤتمر الأمم المتحدة للتغير المناخي 2022. يهدف هذا المنشور الرقمي الأول إلى وضع الابتكار والتكنولوجيا والملكية الفكرية في مقدمة الجهود لمكافحة تغير المناخ. وقد ركزت النسخة الأولى من هذا المنشور السنوي على الحلول المتاحة للتكيف مع تغير المناخ للحد من قابلية التأثر وزيادة القدرة على التكيف مع آثار تغير المناخ. تم إعداد الكتاب بالتعاون مع مركز وشبكة تكنولوجيا المناخ (CTCN) والأكاديمية المصرية للبحث العلمي والتكنولوجيا (ASTR). يحتوي الكتاب على 200 تقنية للتكيف، وهي متاحة أيضًا في قاعدة بيانات منصة ويبو غرين للتقنيات المبتكرة والاحتياجات.

### ويبو بيرل
أُنشئت قاعدة بيانات ويبو بيرل عام 2014. وهي تتيح الوصول إلى المصطلحات العلمية والتقنية المستمدة من وثائق براءات الاختراع. وهي تهدف إلى تعزيز الاستخدام الدقيق والمتسق للمصطلحات عبر مختلف اللغات، وتسهيل البحث ومشاركة وتبادل المعارف العلمية والتقنية. وتعمل بعشر لغات.

## المديرون العامّون
| الرقم | الفترة        | الاسم          | الدولة           |
| ----- | ------------- | -------------- | ---------------- |
| 1     | 1970–1973     | جورج بودنهاوزن | هولندا           |
| 2     | 1973–1997     | أرباد بوغش     | الولايات المتحدة |
| 3     | 1997–2008     | كامل إدريس     | السودان          |
| 4     | 2008–2020     | فرانسيس غري    | أستراليا         |
| 5     | 2020– لا يزال | دارين تانغ     | سنغافورة         |

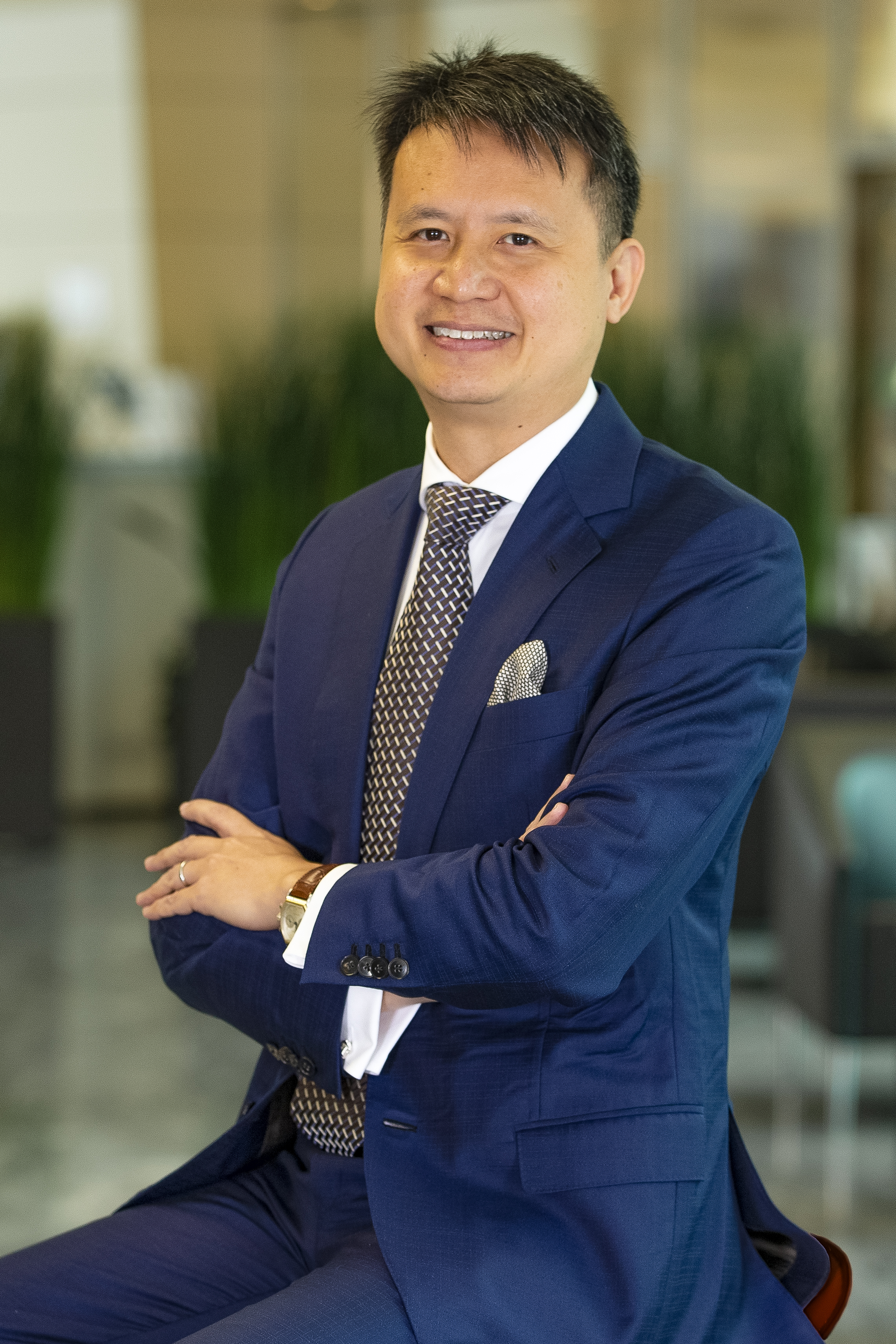
مدير المنظمة العالمية للملكية الفكرية الحالي دارين تانغ.

في الأول من أكتوبر 2020، خلف دارين تانغ من سنغافورة فرانسيس غري في إدارة المنظمة. حظي ترشيحه بدعم الولايات المتحدة و54 دولة أخرى مقابل مرشح الصين المفضل وانغ بينينغ. وقد حصل على 28 صوتاً من أصل 83 صوتاً من الأعضاء الذين يحق لهم التصويت.

## وصلات خارجية
- الموقع الرسمي (بالعربية)